# Винницкий государственный педагогический университет
Винницкий государственный педагогический университет имени Михаила Коцюбинского (укр. Вінницький Державний Педагогічний Університет імені Михайла Коцюбинського) — высшее учебное заведение IV уровня аккредитации, расположенное в городе Винница, основанное в 1912 году.

## История
5 июня 1912 года был отдан[кем?] приказ о создании в городе Виннице Учительского института.
1 июля 1912 года учебное заведение начало свою деятельность в отведённом городом здании. Это был небольшой двухэтажный корпус, построенный по проекту архитектора Г. Артынова на Замостье (в настоящее время проспект Коцюбинского).
14 сентября 1912 года состоялось официальное открытие Винницкого учительского института. Он был основан без деления на отделения или факультеты. Студент, который заканчивал это учебное заведение, имел право преподавать любой предмет в школе.
В сентябре 1912 года директором института был назначен статский советник, кандидат богословия М. Д. Запольский, который занимал эту должность до 1922 года.
После Февральской революции 1917 года в Винницком учительском институте были введены курсы украинского языка, литературы, истории.
В 1917 и 1918 годах украинскую литературу в Институте преподавал поэт П. С. Карманский, пение — композитор К. Г. Стеценко.
В 1920 году Учительский институт был реорганизован в институт народного образования.
С 1922 по 1924 год Институт возглавлял преподаватель педагогики Ф. А. Кондрацкий.
В ноябре 1922 года Винницкому институту народного образования было присвоено имя В. И. Ленина.
В начале 1924 года институт был переведён в Каменец-Подольский и объединён с местным ИНО.
В 1925 году в Виннице был создан Украинский педагогический техникум им. И. Франко, директором которого назначен М. С. Шлепаков.
В 1926 году Украинский педтехникум им. И. Франко получил статус высшего учебного заведения гуманитарного профиля.
В августе 1930 года в Виннице Постановлением Совета Народных Комиссаров УССР опять было создано высшее учебное заведение — институт социального воспитания с 4 отделениями.
С 1930 по 1933 года директором был назначен А. Я. Гибер.
В 1933 года коллегия Наркомата образования УССР превратила институты социального воспитания в педагогические институты с 4-годичным сроком учёбы. Внедрялась факультетская структура учебного заведения.
С 1933 по 1935 года директором института был И. Д. Малый.
1 сентября в 1935 года Винницкий пединститут был преобразован в двухгодичный Государственный учительский институт.
4 апреля 1937 года институту было присвоено имя Николая Островского.
18 июля 1941 года институт прекратил свою деятельность.
В сентябре 1941 года пединститут снова начал работать. Инициировали это профессор литературы Д. М. Белинский и руководитель областного отдела образования профессор В. О. Серафимович.
1 октября 1941 года дирекция института объявила о начале работы заочного отделения в составе трёх факультетов, также функционировали курсы по подготовке преподавателей немецкого языка для средней школы.
С февраля 1943 года пединститут прекратил свою деятельность.
Весной 1944 года институт возобновил свою деятельность в помещении Средней школы № 4 на улице Гоголя, были открыты три факультета: исторический, литературный и физико-математический. Функционировал при пединституте также учительский институт с двухгодичным сроком учёбы. Директором института назначили П. Т. Пацея.
В 1946 году директором стал О. М. Ткаченко.
В 1953 году институт переехал в новое помещение на улице Краснознамённой, дом 32 (ныне улица К. Острожского). Организован историко-филологический факультет.
В 1956 году в Институте созданы факультет физического воспитания и факультет подготовки учителей начальных классов. В этом же году историко-филологический факультет, который действовал в течение 1953—1956 годов, был реорганизован в филологический.
В 1961 году реорганизовано штатное расписание, должность директора переименована в ректора.
В 1962 году основан факультет английского языка, в 1968 — музыкально-педагогический факультет, в 1976 — естественно-географический.
В 1971 году в Институте возобновлена подготовка учителей истории.
В 1973 году создан исторический факультет.
С 1969 по 1976 год пединститут возглавлял И. П. Грущенко, с 1976 по 2003 г. — Н. Н. Шунда.
В течение 1970—1980 гг. расширена учебная база института. Построен и введён в действие лабораторный корпус № 3, оборудован корпус № 2. Между корпусами № 2 и № 3 в двухэтажном помещении, соединяющем их, размещены пять специализированных аудиторий на 600 мест, клуб с актовым залом на 750 мест, отделы библиотеки, построены четыре общежития. В 1986 году работы были завершены и архитектурный ансамбль Винницкого педагогического института был сдан в эксплуатацию.
В 1987 году открыт санаторий-профилакторий «Педагог» на 100 мест.
Свыше 150 преподавателей института удостоены званий отличников народного образования Украины, Казахстана и Узбекистана.
В 1979 году Винницкий государственный педагогический институт стал четвёртым на Украине высшим педагогическим заведением первой категории.
В 1993 году институту выдана лицензия образовательной деятельности по 10-ти специальностям за ІV-м уровнем аккредитации и по 2-м — за ІІІ-м уровнем.
В 1997 году Министерство образования Украины аттестовало 14 заявленных Институтом специальностей. Постановлением Кабинета Министров № 122 от 4 февраля 1998 года Институт реорганизован в Педагогический университет им. М. Коцюбинского.
9 июня 1998 года Государственная аккредитационная комиссия признала педуниверситет аккредитованным высшим учебным заведением со статусом заведения высшего образования IV уровня.
С 2003 года ректором работал Александр Васильевич Шестопалюк. В 2015 году он был уволен и лишён всех учёных званий.

## Организационная структура университета
- Естественно-географический факультет. Кафедры:
  - Географии
  - Химии и методики обучения химии
  - Биологии
- Факультет дошкольного, начального образования и искусств
  - Дошкольного и начального образования
  - Художественных дисциплин дошкольного и начального образования
  - Вокально-хоровой подготовки теории и методики музыкального образования
  - Музыковедения и инструментальной подготовки
- Факультет филологии и журналистики имени М. Стельмаха. Кафедры:
  - Методики филологических дисциплин и стилистики украинского языка
  - Украинского языка
  - Украинской литературы
  - Журналистики, рекламы и связей с общественностью
- Факультет физического воспитания и спорта. Кафедры:
  - Теории и методики физического воспитания и спорта
  - Теоретико-методических основ физического воспитания
  - Медико-биологических основ физического воспитания и физической реабилитации
  - Физического воспитания
- Факультет истории, этнологии и права. Кафедры:
  - Всемирной истории
  - Истории и культуры Украины
  - Правовых наук и философии
- Факультет математики, физики и технологий. Кафедры:
  - Алгебры и методики обучения математики
  - Математики и информатики
  - Физики и методики обучения физики и астрономии
  - Технологического образования, экономики и безопасности жизнедеятельности
- Факультет иностранных языков. Кафедры:
  - Методики обучения иностранных языков
  - Английской филологии
  - Германской и славянской филологии и зарубежной литературы
- Учебно-научный институт педагогики, психологии, подготовки специалистов высшей квалификации. Кафедры:
  - Психологии и социальной работы
  - Педагогики и профессионального образования
  - Инновационных и информационных технологий в образовании
  - Отделение аспирантуры и докторантуры
  - Отделение магистратуры

## Ректоры
- М. Д. Запольский (1912—1922)
- Ф. А. Кондрацкий (1922—1924)
- М. С. Шлепаков (1925—1930)
- А. Я. Гибер (1930—1933)
- И. Д. Малый (1933—1935)
- Т. О. Куприянов (1935—1937)
- Я. К. Литвинов (1937—1941)
- П. Т. Пацей (1944—1946)
- О. М. Ткаченко (1946—1961)
- И. П. Грущенко (1969—1976)
- Н. М. Шунда (1976—2003)
- О. В. Шестопалюк (2003—2015)
- Н. И. Лазаренко (2015—наст. время)

## Почётные докторы, преподаватели и выпускники
- Бураго, Сергей Борисович (1945—2000) — украинский филолог, культуролог, культуртрегер; профессор и завкафедрой в Киевском национальном университете
- Венгер, Евгений Фёдорович — член-корреспондент НАН Украины, лауреат Государственной премии Украины в отрасли науки и техники.
- Гурвич, Ирина — профессор Дармштадтского технического университета (Германия).
- Зязюн, Иван Андреевич — директор Института педагогического образования и образования взрослых, действительный член НАПН Украины.
- Каминский, Виталий — кандидат биологических наук, доцент, преподаватель Каролинского медико-хирургического института в Стокгольме (Швеция).
- Кириенко, Николай Маркович (1922—2010) — учёный-экономист, профессор, доктор экономических наук.
- Ласка, Евгения Ивона — хабелитированный доктор, профессор университета в Жешуве (Польша).
- Мазуркевич, Александр Романович (1913—1995) — академик.
- Мястковский, Андрей Филиппович (1924—2003) — поэт и прозаик.
- Огневьюк, Виктор Александрович (род. 1959) — академик АПН Украины, доктор философских наук, профессор, ректор Киевского государственного педагогического университета имени Бориса Гринченко.
- Синица, Иван Емельянович (1910—1976) — педагог, доктор психологических наук[4].
- Стельмах, Михаил Афанасьевич — украинский писатель.
- Страшкевич, Владимир Михайлович — преподаватель украинского и латинского языков (1944—1961), кандидат филологических наук.
- Хлевнюк, Олег Витальевич — специалист по политической истории сталинизма, доктор исторических наук, профессор Московского государственного университета имени Михаила Ломоносова.
- Юхимович, Василий Лукич — поэт.

## Награды и репутация
В 1999 году по результатам конкурса «София Киевская» Винницкий педуниверситет вошёл в пятёрку лучших педагогических учреждений образования Украины, а в 2000 и 2001 годах — в десятку лучших гуманитарных и педагогических высших учреждений Украины.
24 августа 2002 года Международный академический рейтинг популярности и качества «Золотая Фортуна» наградил Винницкий государственный педагогический университет серебряной медалью «Независимость Украины» в номинации «За существенный вклад в дело подготовки высококвалифицированных кадров народного образования Украины».